# Cameron Crotty
Cameron Crotty, född 5 maj 1999, är en kanadensisk professionell ishockeyforward som är kontrakterad till Arizona Coyotes i National Hockey League (NHL) och spelar för Tucson Roadrunners i American Hockey League (AHL).
Han har tidigare spelat för Sparta Sarpsborg i Fjordkraftligaen och Boston University Terriers i National Collegiate Athletic Association (NCAA).
Crotty draftades av Arizona Coyotes i tredje rundan i 2017 års draft som 82:a totalt.

## Statistik
| 2011–2012   | Gloucester Rangers U14     |                  | 6   | 0  | 1  | 1  | 2  | — | — | — | — | — |
| 2012–2013   | Upper Canada Cyclones U14  |                  | 26  | 1  | 5  | 6  | 10 | 5 | 0 | 0 | 0 | 2 |
| 2013–2014   | Upper Canada Cyclones U15  |                  | 28  | 1  | 5  | 6  | 8  | — | — | — | — | — |
| 2014–2015   | Upper Canada Cyclones U16  |                  | 29  | 2  | 9  | 11 | 22 | — | — | — | — | — |
| 2015–2016   | Brockville Braves          | CCHL             | 57  | 3  | 15 | 18 | 38 | 6 | 1 | 6 | 7 | 0 |
| 2016–2017   | Brockville Braves          | CCHL             | 41  | 4  | 9  | 13 | 32 | 5 | 1 | 0 | 1 | 2 |
| 2017–2018   | Boston University Terriers | NCAA             | 34  | 1  | 7  | 8  | 18 | — | — | — | — | — |
| 2018–2019   | Boston University Terriers | NCAA             | 38  | 5  | 5  | 10 | 33 | — | — | — | — | — |
| 2019–2020   | Boston University Terriers | NCAA             | 30  | 4  | 5  | 9  | 26 | — | — | — | — | — |
| 2020–2021   | Sparta Sarpsborg           | Fjordkraftligaen | 7   | 0  | 3  | 3  | 8  | — | — | — | — | — |
|             | Tucson Roadrunners         | AHL              | 32  | 1  | 3  | 4  | 6  | 1 | 0 | 0 | 0 | 0 |
| 2021–2022   | Tucson Roadrunners         | AHL              | 68  | 4  | 5  | 9  | 30 | — | — | — | — | — |
| 2022–2023   | Tucson Roadrunners         | AHL              | 64  | 1  | 12 | 13 | 30 | 3 | 0 | 1 | 1 | 2 |
| 2023–2024   | Arizona Coyotes            | NHL              | 1   | 0  | 0  | 0  | 0  | — | — | — | — | — |
|             | Tucson Roadrunners         | AHL              | 45  | 3  | 9  | 12 | 13 | — | — | — | — | — |
| NHL totalt  | NHL totalt                 | NHL totalt       | 1   | 0  | 0  | 0  | 0  | — | — | — | — | — |
| AHL totalt  | AHL totalt                 | AHL totalt       | 209 | 9  | 29 | 38 | 79 | 4 | 0 | 1 | 1 | 2 |
| NCAA totalt | NCAA totalt                | NCAA totalt      | 102 | 10 | 17 | 27 | 77 | — | — | — | — | — |